# Lotta ai I Giochi panamericani giovanili
Le competizioni di lotta ai I Giochi panamericani giovanili si sono svolte dall'1 al 4 dicembre a Cali, in Colombia.

## Podi

### Ragazzi

#### Greco romana
| Evento | Oro             | Argento           | Bronzo                          |
| 60 kg  | Ronaldo Sanchez | Jonaiker Martínez | Phillip Moomey Jeremy Peralta   |
| 67 kg  | Yonat Veliz     | Carlos Fuentes    | Fernando Ferrer Dominic Damon   |
| 77 kg  | Alain Moreno    | Ryan Cubas        | Diego Macias Daniel Bello       |
| 87 kg  | Yan Algudin     | Kodiak Stephens   | Pedro Bello Juan Leonardo Díaz  |
| 97 kg  | Igor Alves      | Liober Betancourt | Max Madrid de León Daniel Veliz |
| 130 kg | Jeisse Sánchez  | Beder Cantu       | Eli Pannell Kevin Morales       |

#### Lotta libera
| Evento | Oro             | Argento               | Bronzo                                  |
| 57 kg  | Osmany Martínez | Enrique Herrera       | Richard Figueroa Erick Barroso          |
| 65 kg  | Lukas Chittum   | Hector González       | Inoisbel González José Esteban González |
| 74 kg  | Rocco Welsh     | Juan Gabriel Martínez | Pedro da Silva Geannis Garzsón          |
| 86 kg  | Sam Wolf        | Juan Ituriza          | Steven Rodríguez Kristian Quiñonez      |
| 97 kg  | Arturo Silot    | Peter Casale          | Josue Campos Carlos Mendoza             |
| 125 kg | Matthew Cover   | Luis Rodrigo Orozco   | Darwin Araujo Yoan Robert               |

### Ragazze

#### Lotta libera
| Evento | Oro             | Argento           | Bronzo                        |
| 50 kg  | Lucía Yépez     | Greili Bencosme   | Yorlenis Morán Gloria Asca    |
| 53 kg  | Laura Hérin     | Zeltzin Hernandez | Javiera Ortega Mariana Rojas  |
| 57 kg  | Yaynelis Sanz   | Tatiana Hurtado   | Paulina Romero Mayra Parra    |
| 62 kg  | Astrid Montero  | Yolanda Cordero   | Aliyah Yates Meiriele Santos  |
| 68 kg  | Dayanna Parrado | Sandra Escamilla  | Gloria Segura Thaissa Ribeiro |
| 76 kg  | Milaimys Marín  | Linda Machuca     | Kylie Welker Maria Ceballos   |